# Segunda intervenção francesa no México

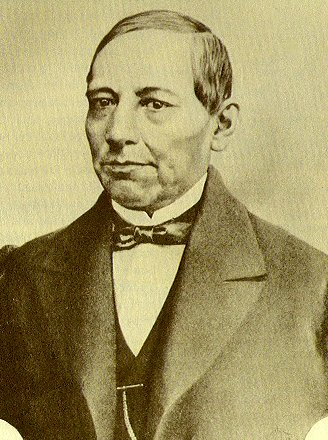
Benito Juárez, líder republicano e presidente do México

A Segunda intervenção francesa no México foi uma invasão do México levada a cabo pelo Segundo Império Francês, inicialmente apoiada pelo Reino Unido e pela Espanha, após a suspensão dos pagamentos de juros relativos a empréstimos contraídos a países estrangeiros por vários governos mexicanos decretada por Benito Juárez em 17 de Julho de 1861. Esta suspensão provocou a ira dos governos da França, Espanha e Reino Unido, os quais, por iniciativa de Napoleão III, celebraram o Tratado de Londres em 31 de Outubro, unindo assim os seus esforços no sentido de levar o México a retomar os pagamentos.
Como consequência desta operação militar, os mandatos presidenciais de Benito Juárez (1858–71) foram interrompidos pelo governo monárquico da casa de Habsburgo (1864–67). Os conservadores mexicanos tentaram estabelecer uma monarquia ao trazerem para o México um arquiduque da Casa Real da Áustria, Maximiliano de Habsburgo (casado com Carlota da Bélgica, com o apoio militar da França, interessada nos recursos mineiros do noroeste do México).
Muitos historiadores sustentam a ideia de que a instauração de uma monarquia apoiada pela França apenas foi possível graças ao facto de os Estados Unidos se encontrarem em plena guerra civil (1861–1865), estando assim impossibilitados de intervir de acordo com a Doutrina Monroe.

## Antecedentes

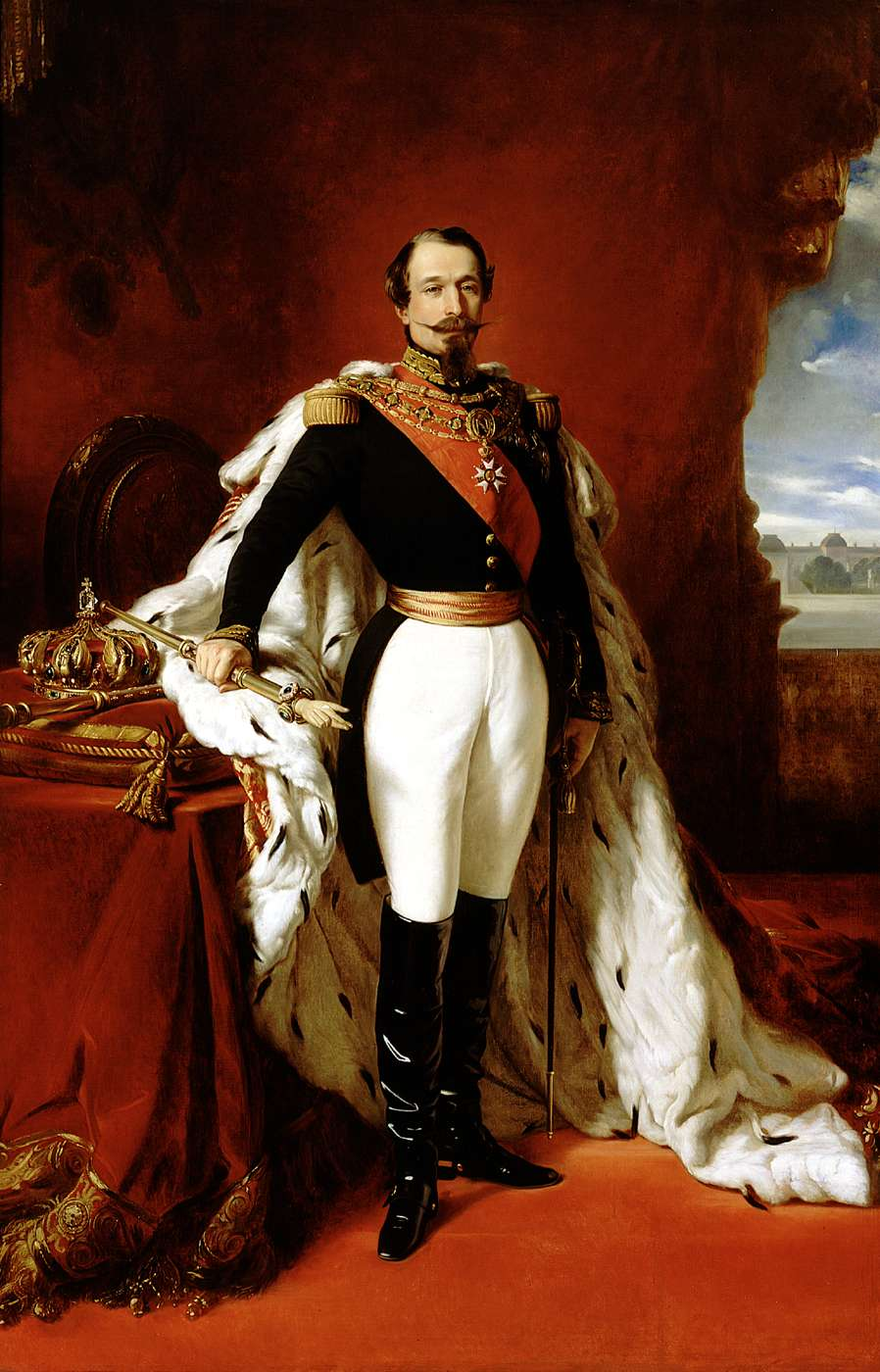
Napoleão III da França

Após a proclamação da independência, o México atravessou sucessivos períodos de instabilidade política, com vários golpes de estado e conflitos armados entre as diversas facções que disputavam o poder. Estes conflitos depauperaram progressivamente o tesouro mexicano, e após a guerra da Reforma, em que os liberais liderados por Benito Juárez derrotaram os conservadores liderados por Miguel Miramón e Félix María Zuloaga, o estado mexicano encontrava-se financeiramente falido. Apesar de reconhecer as dívidas mexicanas à França (3 milhões de pesos), Espanha (5 milhões de pesos) e Reino Unido (70 milhões de pesos), mas praticamente sem qualquer dinheiro para poder pagar, Juárez decide suspender os pagamentos da dívida por dois anos.
Dado o estado de desordem social prolongada então existente no México, Napoleão III defendia que a única solução definitiva para os problemas deste país fosse a implantação de um império, que conduziria o país a um rápido desenvolvimento, tornando-o o primeiro país industrializado da América Latina. Ao mesmo tempo, a instauração de uma monarquia católica aliada da França e capaz de fazer frente ao poder dos Estados Unidos era uma ideia muito apelativa para o monarca francês, e a oportunidade para tentar pô-la em prática demasiado tentadora para não ser agarrada, dadas as excelentes condições geopolíticas então vigentes na região, desde o ponto de vista francês.

## Início do conflito
Após a assinatura do Tratado de Londres pelas três potências europeias, o qual previa o envio de uma força armada terrestre e naval para o México (à custa deste), com o propósito de forçar o governo mexicano a assumir as suas obrigações e apesar de não poder efectuar os pagamentos exigidos, Benito Juárez viu-se obrigado a pelo menos tentar explicar às potências europeias a situação económica difícil em que o México se encontrava, reconhecendo a incapacidade de pagar, ao mesmo tempo que informava das medidas adoptadas para responder dignamente às reclamações apresentadas.
Ainda assim, e apesar da boa vontade demonstrada, em 8 de Dezembro de 1861 a armada espanhola e tropas espanholas provenientes de Cuba chegaram a Veracruz, o principal porto mexicano no Golfo do México. Entre 6 e 8 de Janeiro de 1862 chegam a Veracruz as frotas da França e Reino Unido. A cidade de Campeche rende-se à frota francesa em 27 de Fevereiro e em 5 de Março é ocupada por tropas francesas, sob o comando de Charles Ferdinand Latrille, conde de Lorencez.
Algum tempo antes, (1860-61), uma comissão formada por José María Gutiérrez Estrada, José Manuel Hidalgo y Esnaurrízar e Juan Nepomuceno Almonte, deslocara-se à Europa para convencer Napoleão III a apoiar uma intervenção militar no México com a finalidade de instaurar uma monarquia. Convencido Napoleão III, foi então decidido que o candidato ideal ao trono do México era Maximiliano de Habsburgo, quem após renunciar aos seus direitos relativos ao trono da Áustria aceitou a oferta que lhe seria feita.

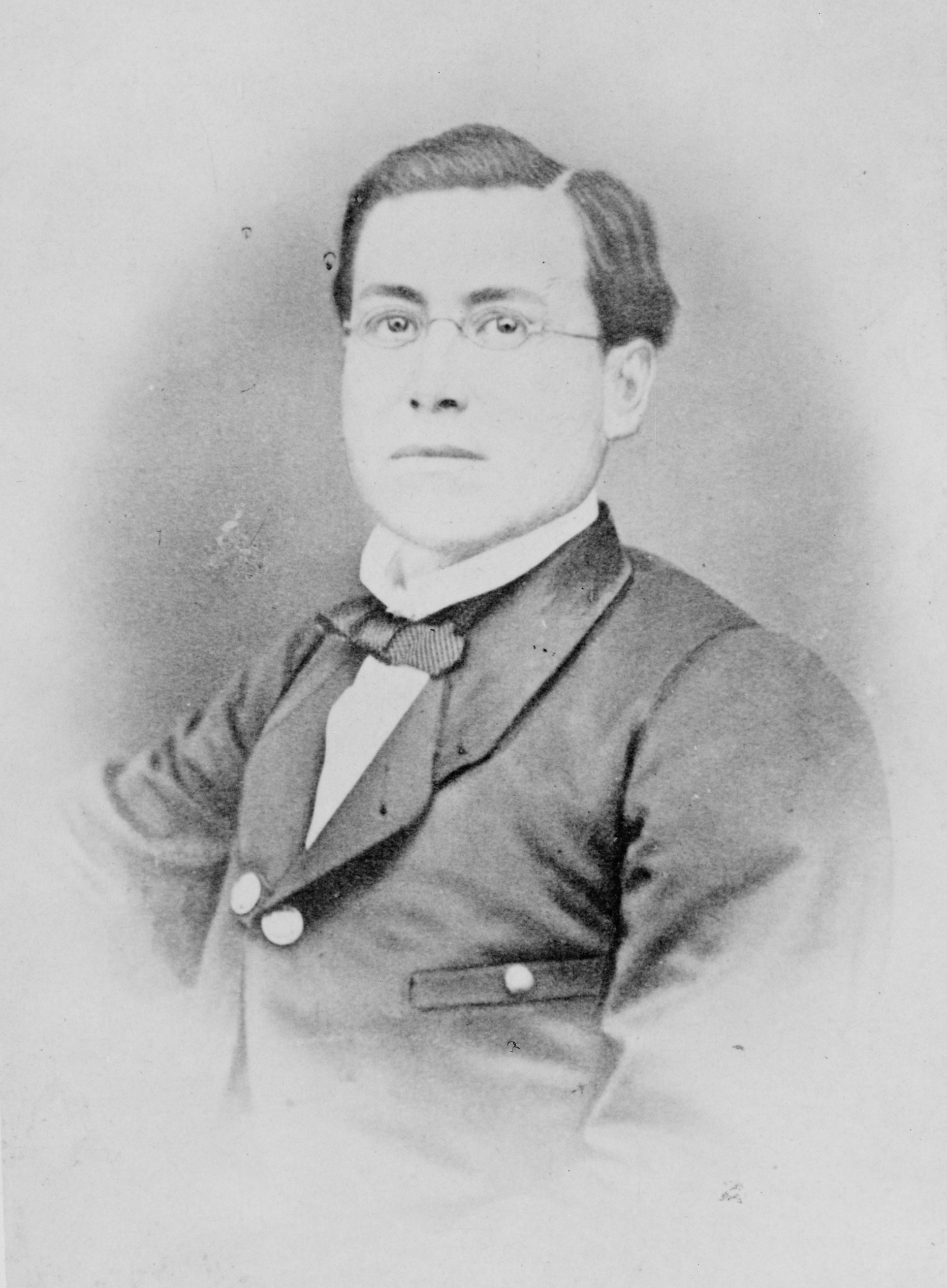
General Ignacio Zaragoza

Perante esta situação, Juárez apela aos mexicanos que se unam no combate aos exércitos invasores, mas o Congresso impede a concretização de muitas das iniciativas do presidente com vista a preparar a defesa do país. Entretanto, o governo mexicano estabelece o diálogo com os governos reclamantes, conseguindo chegar a um acordo com o governo espanhol, a Convenção de Soledad, pela qual a Espanha aceita não atacar o México. No entanto, este acordo resulta inicialmente apenas num impasse, sendo mais tarde também aceite pelo Reino Unido. Finalmente em 9 de Abril de 1862, as tropas espanholas e britânicas retiram-se para o porto de Veracruz e abandonam o México a 24 de Abril. Por seu lado, a França não alinha com as restantes potências e decide permanecer no país.

### Primeira ofensiva francesa

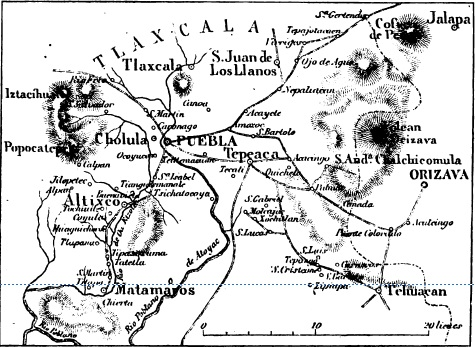
Carta do teatro de operações da guerra no México.

Lorencez decide então dirigir-se para Puebla (que uma vez tomada permitiria o acesso à Cidade do México) onde, depois de várias pequenas escaramuças, chega a 5 de Maio de 1862. Apesar de ser considerado como um dos melhores exércitos do mundo na altura, o exército francês é derrotado na batalha de Puebla (feito celebrado pelos mexicanos no 5 de Mayo). Os doze mil homens comandados pelo general Ignacio Zaragoza estavam bem entrincheirados, apesar de mal armados. Lorencez ordena um ataque frontal contra o convento de Guadalupe que é repelido pelos mexicanos, levando Lorencez a ordenar a retirada das tropas francesas. O exército mexicano parte em perseguição dos franceses, mas é detido em Orizaba a 14 de Junho. Chegada à França a notícia da derrota de Lorencez, Napoleão III ordena o envio de um reforço de 26 000 homens, sob um novo comandante em chefe, Elie Frédéric Forey.

## A ocupação da Cidade do México

General Bazaine em campanha no México

Chegados ao México em 21 de Setembro de 1862, Forey e os seus homens preparam o ataque a Puebla pela segunda vez. Reforços franceses adicionais haviam entretanto chegado ao México em 16 de Outubro, sob o comando do general Bazaine.
Tampico é ocupada pelas tropas francesas em 23 de Outubro e Xalapa é tomada sem combates em 12 de Dezembro. Acapulco é bombardeada em 15 de Janeiro de 1863 e em 16 de Março Puebla é colocada sob cerco por Forey. Bazaine derrota as tropas mexicanas lideradas por Ignacio Comonfort em San Lorenzo, quando estas tentavam romper o cerco de Puebla e pouco tempo depois, em 17 de Maio, Puebla é finalmente ocupada pelos franceses. Em 31 de Maio, o presidente Juárez e o seu gabinete abandonam a capital, retirando-se para San Luis Potosí, onde se estabelece provisoriamente o governo. Nesse mesmo dia o Congresso dá um voto de confiança a Juárez, concedendo-lhe poderes excepcionais e dissolvendo-se em seguida. As faculdades extraordinárias concedidas pelo Congresso a Juárez, permitiam a este manter-se na chefia do executivo mesmo depois de expirado o mandato (Novembro de 1865) para o qual tinha sido eleito. Foi o que fez, aludindo às circunstâncias graves em que a nação se encontrava, bem como tendo em vista a necessidade de evitar o desmembramento da facção liberal mexicana.
Em 7 de Junho as tropas francesas comandadas por Bazaine entram na Cidade do México; Forey e o corpo principal do exército francês chegam três dias depois. Forey trata então de formar um governo de ocupação, e o general Juan Nepomuceno Almonte é nomeado presidente provisional do México por uma Junta Superior Governativa composta por 35 individualidades mexicanas. Esta mesma Junta Superior, reúne-se em 21 de Junho e em 10 de Julho proclama um império católico. A coroa imperial é oferecida a Maximiliano de Habsburgo por uma comissão mexicana enviada a Trieste e aceite por este em 3 de Outubro de 1863.

## O avanço francês e a chegada de Maximiliano

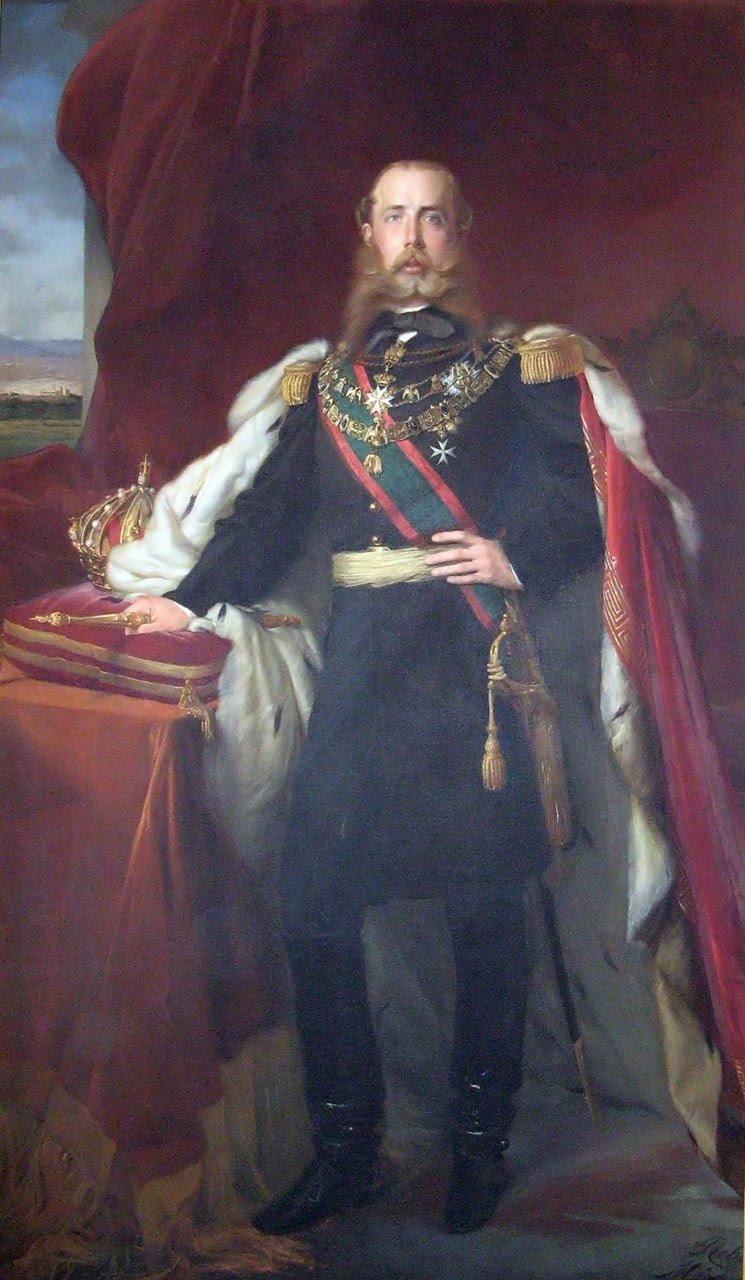
Imperador Maximiliano do México

Forey regressa à França e é nomeado marechal, deixando o comando das tropas francesas nas mãos de Bazaine. Os efectivos franceses rondavam os 45 000 homens e em breve também Tlaxcala, Toluca e Querétaro eram ocupadas. San Luis Potosí é tomada, mas o governo de Juárez consegue evitar a captura movendo-se para Saltillo. Os republicanos tentam resistir um pouco por todo o país ao avanço francês, utilizando sobretudo tácticas de guerrilha; Tampico é bloqueada por guerrilheiros republicanos e no sul, Porfirio Díaz bloqueia o caminho da Cidade do México a Veracruz com 4 000 homens. Ainda assim a ofensiva francesa continua e as tropas de Bazaine ocupam Guadalajara em 7 de Janeiro de 1864 e tropas comandadas por Douay tomam Zacatecas em 6 de Fevereiro.
Maximiliano chega a Veracruz em 28 (ou 29 de Maio) a bordo do SMS Novara, havendo aceite formalmente a coroa mexicana em 10 de Abril, dando-se início ao Segundo Império Mexicano. Seguem-se outras vitórias francesas: Acapulco em 3 de Junho, Durango em 3 de Julho e nos estados de Sinaloa e Jalisco. A significativa e rápida diminuição do território republicano obriga Juárez a mover de novo o governo, desta feita para Monterrey.

### Primeiras vitórias republicanas
Durante o ano de 1865 as vitórias francesas continuam a suceder-se: Bazaine toma Oaxaca (defendida por tropas comandadas por Porfirio Díaz) em 9 de Fevereiro de 1865. A frota francesa desembarca tropas em Guaymas em 29 de Março. Finalmente em 11 de Abril os republicanos conseguem uma vitória sobre os franceses em Tacámbaro, Michoacán. Entretanto os republicanos controlam os estados de Sinaloa e Chihuahua, no norte do país. Em 11 de Julho, voluntários belgas derrotam os republicanos numa segunda batalha de Tacámbaro.
Em 3 de Outubro Maximiliano publica o Decreto Negro, o qual decreta que qualquer mexicano capturado em combate será executado. Mais tarde este decreto serviria de base para a sua própria execução. Vários oficiais republicanos de alta patente são executados ao abrigo deste decreto em 21 de Outubro.

## A retirada francesa e as vitórias republicanas
Os combates prosseguiam em 1866, mas os militares franceses já não pensavam poder ganhar a guerra e Napoleão III não podia continuar a perder tropas em combates estéreis: a Prússia de Bismarck acabava de derrotar os austríacos em Sadowa. Por outro lado, a guerra civil americana, que impedira os Estados Unidos de apoiar os republicanos mexicanos, havia terminado. O governo dos Estados Unidos informa a França (12 de Fevereiro) que não vê com bons olhos a intervenção francesa no México contra o governo republicano de Benito Juárez e muito menos a instauração duma monarquia para o substituir; é exigida a retirada das tropas francesas ao mesmo tempo que é oferecida ajuda financeira e militar aos republicanos. Entre 1865 e 1868, os Estados Unidos enviaram armas e dinheiro para os partidários de Juárez. Apenas em 1866, cerca de 30 000 rifles foram entregues pelos estadunidenses para os liberais mexicanos, sob a supervisão do general Philip Sheridan.
Napoleão III anuncia o início da retirada francesa para 31 de Maio. Tem então início uma série de vitórias republicanas: Chihuahua em 25 de Março, Guadalajara em 8 de Julho e ainda durante o mês de Julho Tampico, Matamoros e Acapulco. Napoleão III aconselha Maximiliano a abandonar o México. Os franceses evacuam Monterrey (26 de Julho), Saltillo (5 de Agosto) e todo o estado de Sonora em Setembro. Os membros franceses do governo de Maximiliano demitem-se em 18 de Setembro. Os republicanos derrotam as tropas imperiais em Miahuatlán, Oaxaca em Outubro e em Novembro ocupam já todo o estado de Oaxaca, bem como partes de Zacatecas, San Luis Potosí e Guanajuato.

### Os republicanos tomam a capital

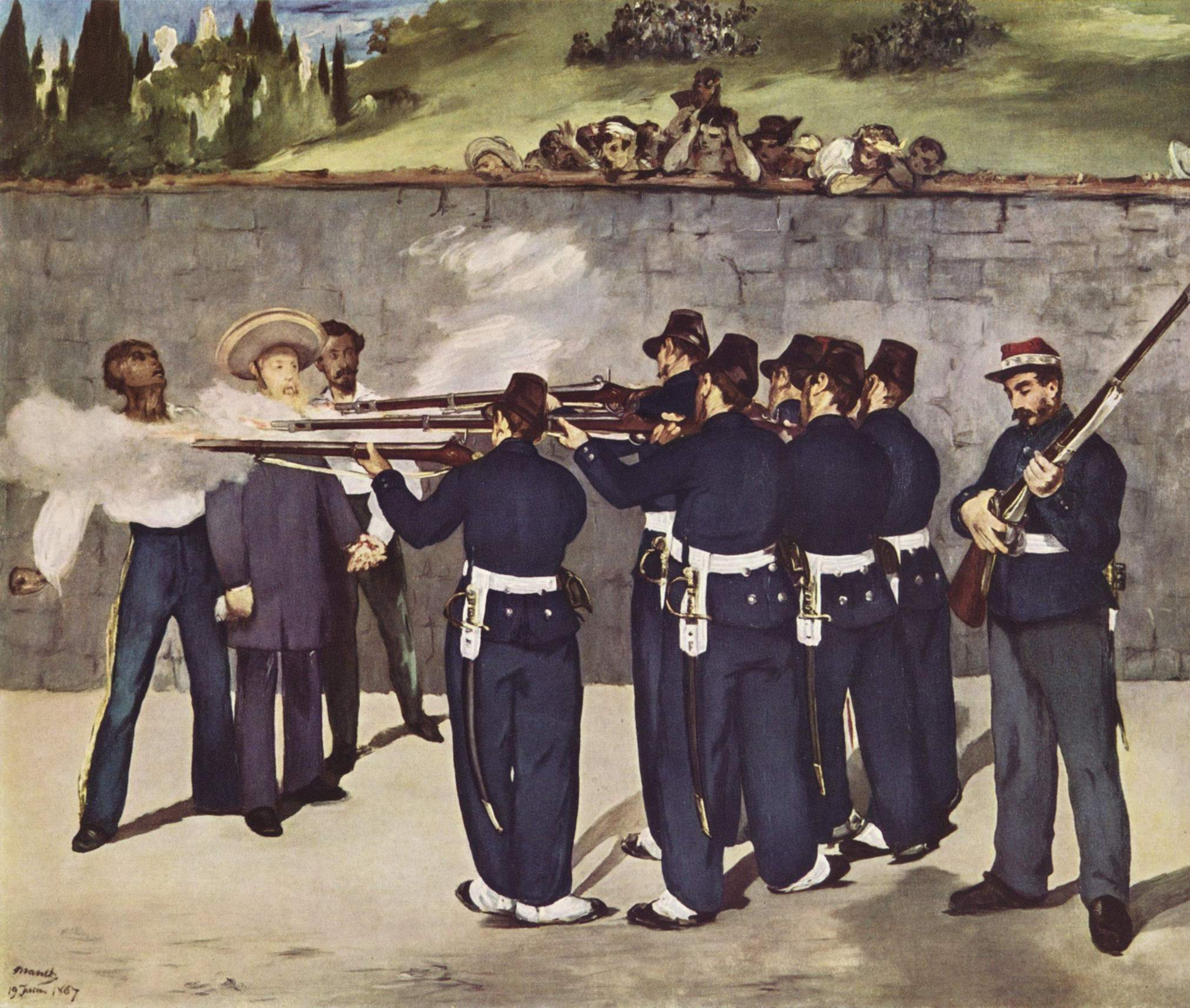
Execução do Imperador Maximiliano, em 1867. Óleo sobre tela de Édouard Manet (1866-1868).

Perante a retirada francesa Maximiliano reorganiza o exército imperial entregando o comando aos generais conservadores Miguel Miramón, Tomás Mejía e Manuel Ramírez de Arellano. Os republicanos ocupam a totalidade dos estados de Zacatecas, Guanajuato e San Luis Potosí em Janeiro de 1867. Os franceses abandonam a capital do México em 5 de Fevereiro. Maximiliano retira-se para Querétaro em 13 de Fevereiro e por esta mesma altura o último navio francês abandona o México; o general republicano Mariano Escobedo inicia o cerco a Querétaro em 9 de Março; Porfirio Díaz cerca a Cidade do México em 12 de Abril, impedindo a deslocação de reforços imperiais para assistir Maximiliano em Querétaro. Em 27 de Abril, Maximiliano faz uma tentativa falhada de fuga de Querétaro.
Em 11 de Maio tenta fugir através das linhas inimigas mas é capturado em 15 de Maio, e após o julgamento por um tribunal militar é condenado à morte por fuzilamento. Foram vários os apelos de clemência para com Maximiliano vindos desde a Europa (vários reis e figuras importantes como Giuseppe Garibaldi e Victor Hugo enviaram cartas e telegramas pedindo que a vida de Maximiliano fosse poupada). Ainda assim, Juárez recusou comutar a sentença, crendo ser necessário enviar para o exterior a mensagem de que o México não toleraria qualquer governo imposto por um governo estrangeiro. Maximiliano seria executado, juntamente com Tomás Mejía e Miguel Miramón no Cerro de las Campanas, uma colina nos arredores da cidade de Querétaro, em 19 de Junho de 1867. Benito Juárez entra na Cidade do México em 15 de Julho; a república triunfara.

## Consequências
A república foi restaurada no México e Benito Juárez novamente eleito presidente. Após a vitória republicana, o partido conservador ficou tão desacreditado, devido à sua aliança com as tropas francesas, que praticamente desapareceu da cena política mexicana. O conflito teve consequências devastadoras para o México: ampliou o período de instabilidade política que vigorou no México durante grande parte do século XIX; a dívida externa do país aumentou e a produção agrícola e industrial paralisaram.

## Principais batalhas
- Batalha de Bagdad
- Batalha de Camarón
- Batalha de la Carbonera
- Batalha de Las Cumbres
- Batalha de Puebla
- Cerco de Querétaro